# Tereza Boučková
Tereza Boučková (Praga, 24 de mayo de 1957) es una escritora y periodista checa. Es hija del también escritor Pavel Kohout.

## Biografía
Después de graduarse de la escuela secundaria y tras firmar la Carta 77, Tereza Boučková trabajó como limpiadora, cartera y conserje.
A mediados de los 80 se mudó desde Praga a Bohemia central, donde compaginó la vida familiar con la literatura y el periodismo.
Es miembro del centro checo del PEN Club Internacional.

## Obra
Si bien los primeros textos literarios de Tereza Boučková fueron prohibidos en Checoslovaquia, su primera obra en prosa —el tríptico Indiánský Beh— apareció por primera vez como «samizdat» a finales de la década de 1980.
De las tres piezas que componen el libro, la historia que le da título fue la que causó mayor sensación. Narra la infancia y la juventud de la autora, examinando de forma crítica personalidades prominentes —entre ellos su padre y dramaturgo Pavel Kohout o el futuro presidente Václav Havel—, pero quizás lo más notable sea el énfasis puesto en la narración de las situaciones personales de la protagonista.
Las sinceras descripciones de lo que sucede en su entorno —en la época anterior a la revolución de terciopelo— son más que sarcásticas y contienen un latente matiz de reproche.
Asimismo, el tríptico revela el tema recurrente en posteriores trabajos de Boučková: la vida de una mujer joven en busca de su identidad social, tratando de desarrollar plenamente sus diversos talentos y aptitudes. La obra fue galardonada con el premio Jiří Orten en 1990.
A diferencia del carácter autobiográfico de Indiánský Beh, sus dos obras posteriores —Křepelice (1993) y Když milujete Muze (1995), catalogadas como «narrativa de mujeres»—, se centran en las situaciones típicas a las que se enfrenta una mujer, tales como los altibajos en las relaciones o la cuestión de la responsabilidad moral en el tema de la paternidad. La autora narra historias lineales, intencionadamente sencillas, para remarcar la búsqueda de la armonía en la vida de uno mismo.
En Krákorám (1998), Boučková recurrió de nuevo a temas autobiográficos, retratando satíricamente el período posterior a la revolución de 1989. En esta obra, expone problemas generales como la crisis de la moral social y la decepción sufrida tras la revolución, junto a situaciones concretas en su propia familia, la relación con su pareja o el cuidado de sus hijos.
En 2006, Tereza Boučková fue premiada por su guion Zemský ráj a napohled, que dio pie a la posterior película dirigida por Irena Pavlásková. En 2008 publicó la novela —también de corte autobiográfico— El año del gallo (Rok kohouta), siendo el libro más vendido en la República Checa en la temporada 2008/2009.
El texto toma la forma de un diario donde la autora registra su vida entre agosto de 2005 y julio de 2006. Según palabras de la propia Boučková «[el libro] no es un diario, sino una novela. Pero es, obviamente, una novela muy autobiográfica». Entre otros aspectos, la obra examina la educación de dos hijos adoptados, al que pronto sigue un hijo propio.
En 2013 Boučková publicó la colección Šíleně smutné povídky, donde los diferentes personajes se enfrentan al dolor, la traición, la enfermedad y la muerte.
Está constituida por trece cuentos donde predomina la tristeza, si bien no están exentos de ironía y paradojas.

## Obras
- Indiánský běh (1991)
- Křepelice (1993) – novela corta
- Když milujete muže (1995)
- Krákorám (1998)
- Indiánský běh; Křepelice; Když milujete muže; Krákorám (1999)
- Sodoma komora (2003)
- Jen si tak trochu schnít – fejetony o mužích a lidech (2004)
- El año del gallo (Rok kohouta) (2008)
- Boží a jiná muka – fejetony o lásce ke kolu (2010)
- Šíleně smutné povídky (2013)